# Rosetta (álbum)
Rosetta es un álbum de estudio del tecladista y compositor de música electrónica Vangelis publicado el 23 de septiembre de 2016 por la discográfica Decca Records. Se trata del primer disco de estudio del artista griego en 15 años tras la publicación de Mythodea en 2001.
La temática del disco está inspirada y dedicada a la Misión Espacial de la sonda Rosetta, impulsada por la Agencia Espacial Europea y que comenzó en 2004. No es la primera ocasión en que la temática relativa al espacio está presente en la obra del compositor ya que discos anteriores como Albedo 0.39 o Mythodea la abordan.
En la 59 edición de los Premios Grammy Rosetta obtuvo una nominación al mejor disco en la categoría New Age.

## Producción
El proceso de creación del disco se encuentra en una primera conversación por videoconferencia entre el astronauta de la ESA André Kuipers y Vangelis, durante una misión de Kuipers a bordo de la Estación Espacial Internacional. Tras este encuentro Vangelis se inspiró para escribir un álbum dedicado a la primera misión.
Posteriormente, en noviembre de 2014, se publicaron tres videos con tres composiciones en el canal oficial de YouTube de la Agencia Espacial Europea conmemorando el primer intento de aterrizaje en un cometa por parte de la misión: «Arrival», «Philae's Journey» y «Rosetta's Waltz».
Vangelis dedica en los créditos del álbum su trabajo a todos los que hicieron posible la Misión Rosetta. En el tema «Rosetta's Waltz» muestra especialmente su agradecimiento al equipo de la misión. Carl Walker, de la ESA, comentó: "Cuando juntamos las imágenes de la misión con la música pensamos que captaría cómo se sentirían las personas si tuvieran que ver el cometa de verdad en primer plano. Con la música puedes mejorar las emociones y crear recuerdos: creo que lo que Vangelis quería hacer era compartir un recuerdo duradero de nuestra misión Rosetta a través de su música ".

## Listado De Canciones
1. «Origins (Arrival)» - 4:21
2. «Starstuff» - 5:15
3. «Infinitude» - 4:30
4. «Exo Genesis» - 3:33
5. «Celestial Whispers» - 2:31
6. «Albedo 0.06» - 4:45
7. «Sunlight» - 4:22
8. «Rosetta» - 5:02
9. «Philae's Descent» - 3:05
10. «Mission Accomplie (Rosetta's Waltz)» - 2:12
11. «Perihelion» - 6:35
12. «Elegy» - 3:07
13. «Return To The Void» - 4:20

## Ranking
- Lista de Ventas de España (Promusicae) - Posición 37